# روجيريو لورنسو
روجيريو لورنسو (بالبرتغالية: Rogério Lourenço‏) (20 مارس 1971 في البرازيل - ) هو مدرب كرة قدم ولاعب كرة قدم برازيلي في مركز الدفاع. شارك مع منتخب البرازيل تحت 17 سنة لكرة القدم ومنتخب البرازيل تحت 20 سنة لكرة القدم. أما مع النوادي، فقد لعب مع نادي بارانا ونادي غواراني ونادي فاسكو دا غاما ونادي فلامنغو ونادي فلومينينسي ونادي كروزيرو ونادي فيلا نوفا.

## وصلات خارجية
- روجيريو لورنسو على موقع الاتحاد الدولي (مؤرشف)  (الإنجليزية)
- روجيريو لورنسو على موقع قاعدة بيانات كرة القدم.إي يو (الإنجليزية)